# 강현제
강현제(姜現題, 2002년 8월 31일 ~ )은 대한민국의 축구 선수이다. 포지션은 공격형 미드필더, 센터포워드이다. 현재 포항 스틸러스 소속이다.

## 수상

### 구단

#### 포항 스틸러스
- 코리아컵
  - 우승 2회 : 2023, 2024